# Powerlifting ai XVI Giochi paralimpici estivi - 107 kg maschile
Le gare di powerlifting della categoria fino a 107 kg maschile ai XVI Giochi paralimpici estivi si sono svolte il 30 agosto 2021 presso il Tokyo International Forum.
Il vincitore è stato Enkhbayaryn Sodnompiljee.

## Risultati
| Pos. | Atleta                          | Peso (kg) | Sollevamenti (kg) | Sollevamenti (kg) | Sollevamenti (kg) | Sollevamenti (kg) | Risultato (kg) |
| Pos. | Atleta                          | Peso (kg) | 1                 | 2                 | 3                 | 4                 | Risultato (kg) |
| ---- | ------------------------------- | --------- | ----------------- | ----------------- | ----------------- | ----------------- | -------------- |
|      | Enkhbayaryn Sodnompiljee        | 104,85    | 241               | 245               | 248               | –                 | 245            |
|      | Jong Yee Khie                   | 104,05    | 230               | 237               | 245               | –                 | 237            |
|      | Saman Razi                      | 105,95    | 231               | 231               | 233               | –                 | 231            |
| 4    | Akaki Jintcharadze              | 106,30    | 210               | 221               | 221               | –                 | 221            |
| 5    | José de Jesus Castillo Castillo | 104,97    | 220               | 231               | 231               | –                 | 220            |
| 6    | Jacob Schrom                    | 105,79    | 215               | 218               | 221               | –                 | 218            |
| 7    | Abbas Naisan                    | 105,65    | 200               | 200               | 210               | –                 | 200            |
| –    | Elshan Huseynov                 | 105,47    | 225               | 225               | 231               | –                 | –              |
| –    | Nuriddin Davlatov               | 103,38    | 217               | 218               | 218               | –                 | –              |